# 後藤雅巳
後藤 雅巳（ごとう まさみ、1965年（昭和40年） - ）は、日本の男性アニメーター。愛知県尾張旭市出身。

## 人物
OVA作品『マクロスプラス』に参加した際、板野一郎に腕を買われEpisode4でメカニック作画監督を務める。その後、マクロスプラス監督だった渡辺信一郎に誘われ『カウボーイビバップ』でもメカ作監を務めた。2006年公開の劇場アニメ『銀色の髪のアギト』制作中に過労で倒れ、一時はアニメーター生命も危ぶまれたが、2008年の板野一郎監督作『BLASSREITER』を始めとして現場復帰を果たしている。庵野秀明・村木靖と共に、「板野サーカス」完全会得者の1人とされる。

## 主な参加作品

### テレビアニメ
- 真魔神英雄伝ワタル (1988-1989年) 原画
- らんま1/2 (1989年) 動画
- 魔動王グランゾート (1989-1990年) 原画
- 魔神英雄伝ワタル2 (1990-1991年) 原画
- 絶対無敵ライジンオー (1991-1992年) 原画
- 元気爆発ガンバルガー (1992-1993年) 原画
- 宇宙の騎士テッカマンブレード (1992-1993年) 原画
- 熱血最強ゴウザウラー (1993-1994年) 原画
- 剣勇伝説YAIBA (1993-1994年) 原画
- 宇宙の騎士テッカマンブレードII (1994-1995年) 原画
- 新機動戦記ガンダムW (1995-1996年) 原画
- 機動新世紀ガンダムX (1996年) 原画
- セイバーマリオネットJ (1995-1996年) 原画
- カウボーイビバップ (1998年) メカ作画監督 作画監督 原画
- メルティランサー The Animation (1999年) 原画
- ∀ガンダム (1999-2000年) 作画監督 原画
- 機動天使エンジェリックレイヤー (2001年) 原画
- FF：U 〜ファイナルファンタジー:アンリミテッド〜 (2001-2002年) 原画
- HELLSING (2001年) 原画
- ラーゼフォン (2002年) 原画
- BLASSREITER (2008年) 原画
- ストライクウィッチーズ (2008年) OP原画
- 鉄のラインバレル (2008-2009年) 原画
- 鉄腕バーディー DECODE:02 (2009年) 原画
- シャングリ・ラ (2009年) OP原画　原画
- キディ・ガーランド(2009-2010年) 原画

### OVA
- 機動戦士SDガンダム MARK-IV 夢のマロン社・宇宙の旅 (1990年) 原画
- ジャイアントロボ THE ANIMATION -地球が静止する日 (1992-1998年) 原画
- ジェノサイバー 虚界の魔獣 (1993年) 原画
- 魔法使いTai! (1994年) 原画
- 七都市物語 (1994年) レイアウト 原画
- 装甲騎兵ボトムズ 赫奕たる異端 (1994年) 原画
- マクロスプラス (1994-1995年) メカニック作画監督 原画
- 新世紀GPXサイバーフォーミュラZERO (1994-1995年) 原画
- 3×3EYES 〜聖魔伝説〜 (1995-1996年) 原画
- 新海底軍艦 (1995-1996年) 原画
- 沈黙の艦隊 (1995-1998年) 原画
- 機動戦士ガンダム 第08MS小隊 (1996-1999年) 原画
- 銀河帝国の滅亡・外伝 蒼き狼たちの伝説 (1996年) 原画
- 新世紀GPXサイバーフォーミュラSAGA (1996年) OP原画
- 新機動戦記ガンダムW Endless Waltz (1997年) 原画
- マクロスダイナマイト7 (1997-1998年) OP原画
- 青の6号 (1998-2000年) 原画

### 劇場映画
- 機動戦士ガンダムF91 (1991年) 原画
- 蒼い記憶 満蒙開拓と少年 たち (1993年) 原画
- ルパン三世 DEAD OR ALIVE (1996年) 原画
- エスカフローネ (2000年) 原画
- カウボーイビバップ 天国の扉 (2001年) アクション絵コンテ メカニカル作画監督 原画
- ∀ガンダムI 地球光 (2002年) 作画監督
- ∀ガンダムII 月光蝶 (2002年) 作画監督
- 銀色の髪のアギト (2006年) 作画監督 原画

### ゲーム
- クォヴァディス2 (1997年) メカニックデザイン
- 幻想水滸外伝 Vol.1 ハルモニアの騎士 (2000年) 原画
- 幻想水滸伝III (2002年) 原画